# مشتی غبار
«مشتی غبار» (انگلیسی: A Handful of Dust) یک کتاب از اولین وو است که نخستین مرتبه در سال ۱۹۳۴ منتشر گردید. اغلب اوقات با مجموعه آثار کمیک نویسنده که تا پیش از جنگ جهانی دوم چاپ می‌گردیدند و باعث شهرت وی گشتند طبقه‌بندی می‌شود.
این رمان از نشر ثالث با ترجمه سهیل سمی تحت عنوان مشتی خاک به فارسی منتشر شده است.